# Байда, Анатолий Ильич
Анатолий Ильич Байда — советский хозяйственный, государственный и политический деятель, Герой Социалистического Труда.

## Биография
Родился в 1906 году в Харбине. Член КПСС.
Окончил Харьковский институт инженеров железнодорожного транспорта. По другим данным — окончил Ленинградский институт инженеров железнодорожного транспорта (1936). Работал в управлении железнодорожного строительства в РСФСР.
В 1955 возглавил трест «Югозаптрансстрой», который был образован из Киевского управления строительно-восстановительных работ, которое передали в состав Министерства транспортного строительства СССР. Руководил этим трестом до 1971 года.
Под его непосредственным руководством велись
- восстановление, реконструкция и электрификация Винницкой, Юго-Западной и Львовской железных дорог;
- строительство вторых путей и электрификация линии Москва — Байкал на участке Рязань — Рузаевка;
- строительство вторых путей на участке Атбасар — Джалтир линии Акмолинск — Карталов,
- восстановление Дарницкого, Жмеринского, Киевского вагоноремонтных заводов, Конотопского, Шевченковского паровозоремонтных заводов, Черновицкого машиностроительного завода, Коростенского завода железобетонных шпал,
- строительство аэропорта «Борисполь», дворца культуры «Украина», объектов Киевского метрополитена.

Указом Президиума Верховного Совета СССР от 28 июля 1966 года присвоено звание Героя Социалистического Труда с вручением ордена Ленина и золотой медали «Серп и Молот».
Делегат XXII и XXIII съездов КПСС.
Умер в 1978 году. Похоронен на Байковом кладбище в Киеве.